# Miasteczko Evening Shade
Miasteczko Evening Shade (ang. Evening Shade, 1990-1994) – amerykański serial komediowy nadawany przez stację CBS od 21 września 1990 roku do 23 maja 1994 roku. W Polsce emitowany był dawniej na kanałach Polsat i TV4.

## Opis fabuły
Wood Newton (Burt Reynolds), amerykański piłkarz przechodzący na emeryturę powraca do rodzinnego domu w małym miasteczku Evening Shade w stanie Arkansas, gdzie zostaje trenerem futbolowej drużyny w lokalnym liceum.

## Obsada
- Burt Reynolds jako Woodrow "Wood" Newton
- Marilu Henner jako Ava Evans Newton
- Hal Holbrook jako Evan Evans
- Ossie Davis jako Ponder Blue
- Charles Durning jako doktor Harlan Eldridge
- Michael Jeter jako Herman Stiles
- Jay R. Ferguson jako Taylor Newton
- Melissa Renée Martin jako Molly Newton (1990-1991)
- Candace Hutson jako Molly Newton (1991-1994)
- Jacob Parker jako Will Newton
- Charlie Dell jako Nub Oliver
- Elizabeth Ashley jako Frieda Evans
- Ann Wedgeworth jako Merleen Eldridge
- Linda Gehringer jako Fontana Beausoleil
- Ann Hearn jako Margaret Fouch

W epizodach wystąpili m.in.: Billy Bob Thornton, Hilary Swank, Kenny Rogers, Leslie Nielsen, Sally Kellerman, Raquel Welch, Lisa Kudrow.